# 2019年—2021年阿尔及利亚抗议
2019年—2021年阿尔及利亚抗议，又称微笑革命，在阿卜杜勒-阿齐兹·布特弗利卡签署声明宣布竞逐第五个总统任期十天后的2019年2月16日开始。这是阿尔及利亚内战以来的首场和平抗议活动，最终导致布特弗利卡在军方的坚持下于2019年4月2日立即辞职。
阿尔及利亚人民的示威激励了苏丹人民示威推翻现任总统奥马尔·巴希尔。

## 背景

### 总统任期

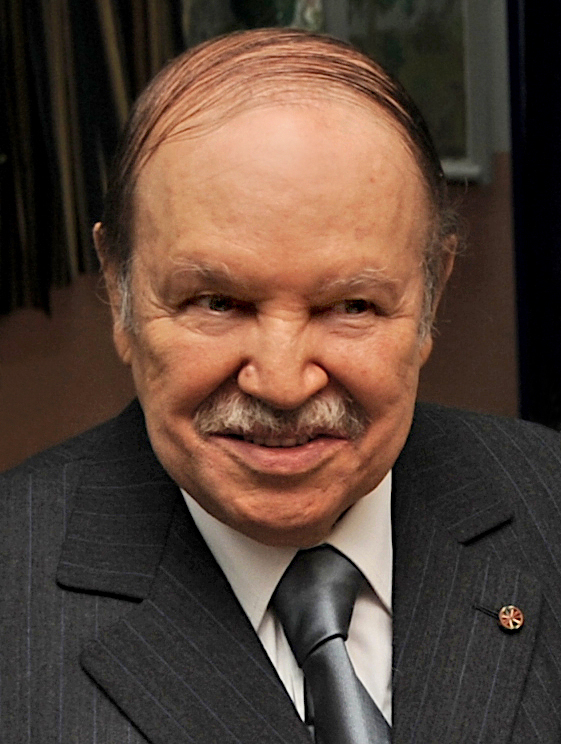
自1999年到2019年担任阿尔及利亚总统的阿卜杜勒-阿齐兹·布特弗利卡。

阿卜杜勒-阿齐兹·布特弗利卡自1999年起担任阿尔及利亚人民民主共和国总统。期间的1999年和2005年，他两次大赦了参与阿尔及利亚内战的战士。这场“肮脏的战斗”中发生在1991年到2002年，在伊斯兰游击队与政府之间展开，共夺走了20多万人的生命。阿尔及利亚将近半数人在冲突结束后腐败丑闻迭起的喧闹声中出生。
布特弗利卡于1999年掌权后，特别是2004年成功连任巩固权力后，积极开展外交任务恢复阿尔及利亚的国际形象。他担任总统期间，阿尔及利亚政坛的权力中心由东转西，其中大部分权力给了传媒界、政界和警界高级人物辈出的特莱姆森。100亿美元的工资资金流入了该市的建设项目，包括大学、酒店、博物馆和机场等。另有1.55亿用于兴建总统府，不过这项工程尚未完工。中国公司承包了许多大部分公共工程合同，当地承建商并非总能拿到报酬。
阿拉伯之春期间卖出的许多石油，使得阿尔及利亚政府增加开支平息异议。
2016年的宪法修正案限制总统任期只能为两届，尽管如此，由于法律不追溯，布特弗利卡仍能竞逐第五任期。
自2005年起，特别是在2013年4月27日中风后，布特弗利卡管制国家的能力遭到质疑。由于频繁住院，也不发表声明和演讲，经常有他的死讯传出。在这种情况下，部分阿尔及利亚人认为他仍然宣布参加原定于2019年4月18日的总统大选是一种羞辱。

### 腐败现象
布特弗利卡政府成员多次被指有腐败行为。2010年，国营石油天然气公司Sonatrach的两名副总裁因腐败入狱后，所有高级管理人员被停职。阿尔及利亚能源部长查基布·克利勒宣布公司总裁和几名高管已受到司法监管。2013年，克利勒被控收受意大利能源公司埃尼子公司的贿赂。《El Watan》报道显示，两种常见的腐败行为是超额计算公共工程费用和虚标出口商品，均由高层的任人唯亲主义推动。
2018年6月26日，布特弗利卡解雇了国家警察主管阿卜杜勒加尼·哈梅尔，尽管哈梅尔是他的核心圈子成员。

### 政绩工程

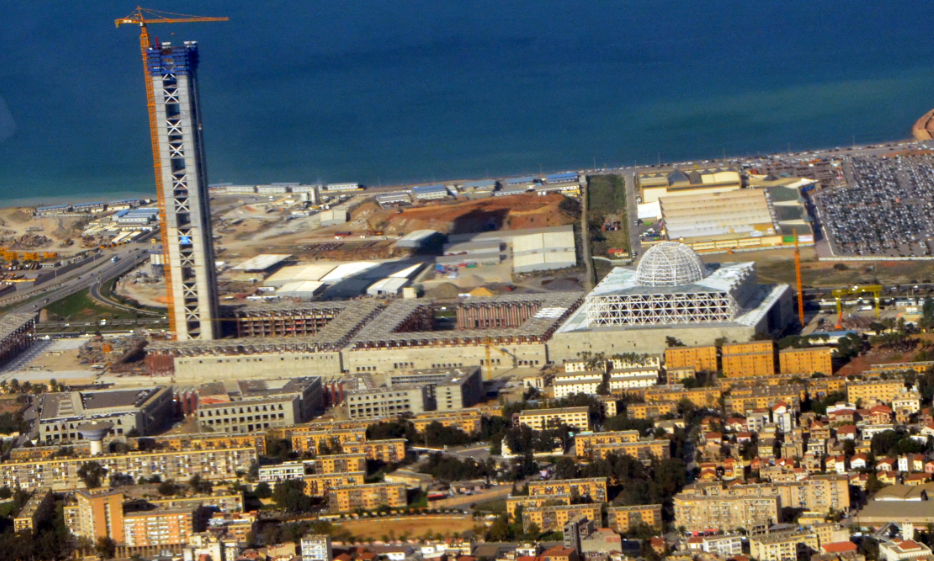
在建的新阿尔及尔大清真寺，摄于2016年11月30日。

位于首都阿尔及尔的在建大型清真寺新阿爾及爾大清真寺，化名布特弗利卡大清真寺。清真寺的尖塔比摩洛哥的哈桑二世清真寺高出55米。该工程被吹捧为阿尔及利亚工程师的伟大创作，但是该工程大部分由中国建筑工程总公司的中国工人们完成，他们住在施工现场周围的预制棚户区。工程开支超出预算2.5倍。一名医生告诉《世界报》，“400亿美元都能建200座医院了”。因此一直有人建议将清真寺改建为医院。在阿尔及利亚媒体看来，清真寺是公共资金管理不善和前总统“反复无常的狂妄自大”的象征。

## 时间轴

### 示威前
2018年12月，巴布瓦德民众示威反对无人理会总统竞逐第五任期，警察派遣部队前去平息。示威活动最初仅限制在阿尔及利亚北部。
2019年2月16日，首场大规模示威在贝贾亚省行政区东部的海拉塔爆发。2月19日，汉舍莱民众拆掉并践踏市政厅悬挂的一副巨型的总统海报。两天后在安纳巴的一张类似的海报也遇到了类似的命运。这种形式的抗议是受到了最近布特弗利卡不在国内时向他的框架海报献上礼物的做法的启发。

### 第1周：2月22日-28日
2月22日，多个中大型城市的抗议者响应社交媒体号召集会。自2001年6月14日当地法律命令禁止在街头示威以来，阿尔及尔爆发了近18年来最大规模的示威。来自卡比利亚地区的数千名示威者在这座首都集中。另外一场自2月11日起在阿尔及尔出现的规模较小的示威中，有民众手持“没有总统只有画像”等标语2月22日，地标建筑中央邮局的总统画像被拆除。尽管官方未公布参与人数，但一位专家表示2月22日的示威人数为80万人。
2月24日，布特弗利卡入住瑞士日内瓦大学医院接受“定期身体检查”。当天，另外一场响应公民运动的大规模示威爆发。2月28日，数十名记者因示威反对新闻审查被逮捕。

### 第2周：3月1日-7日

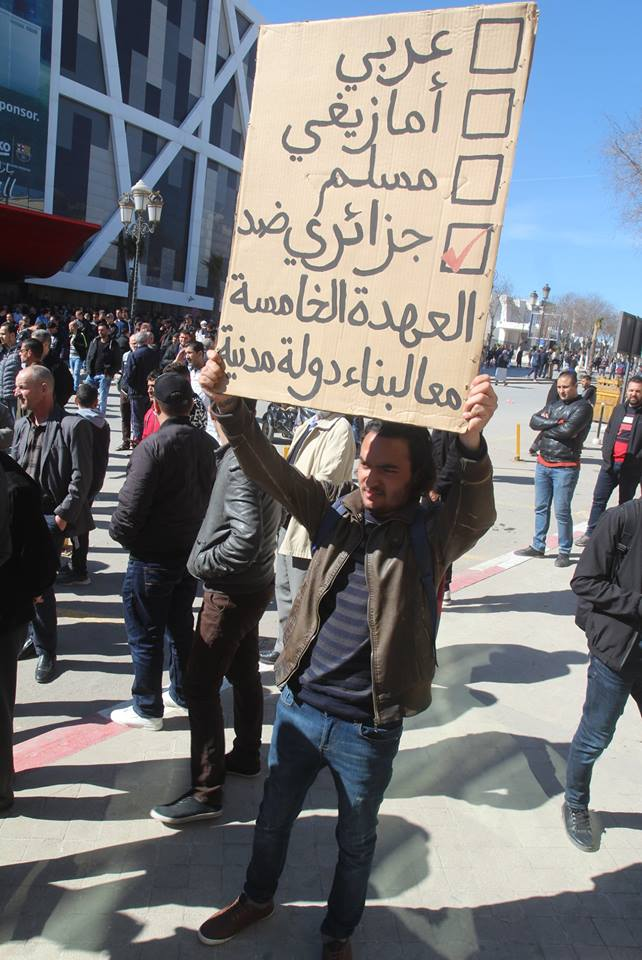
塞提夫的抗议
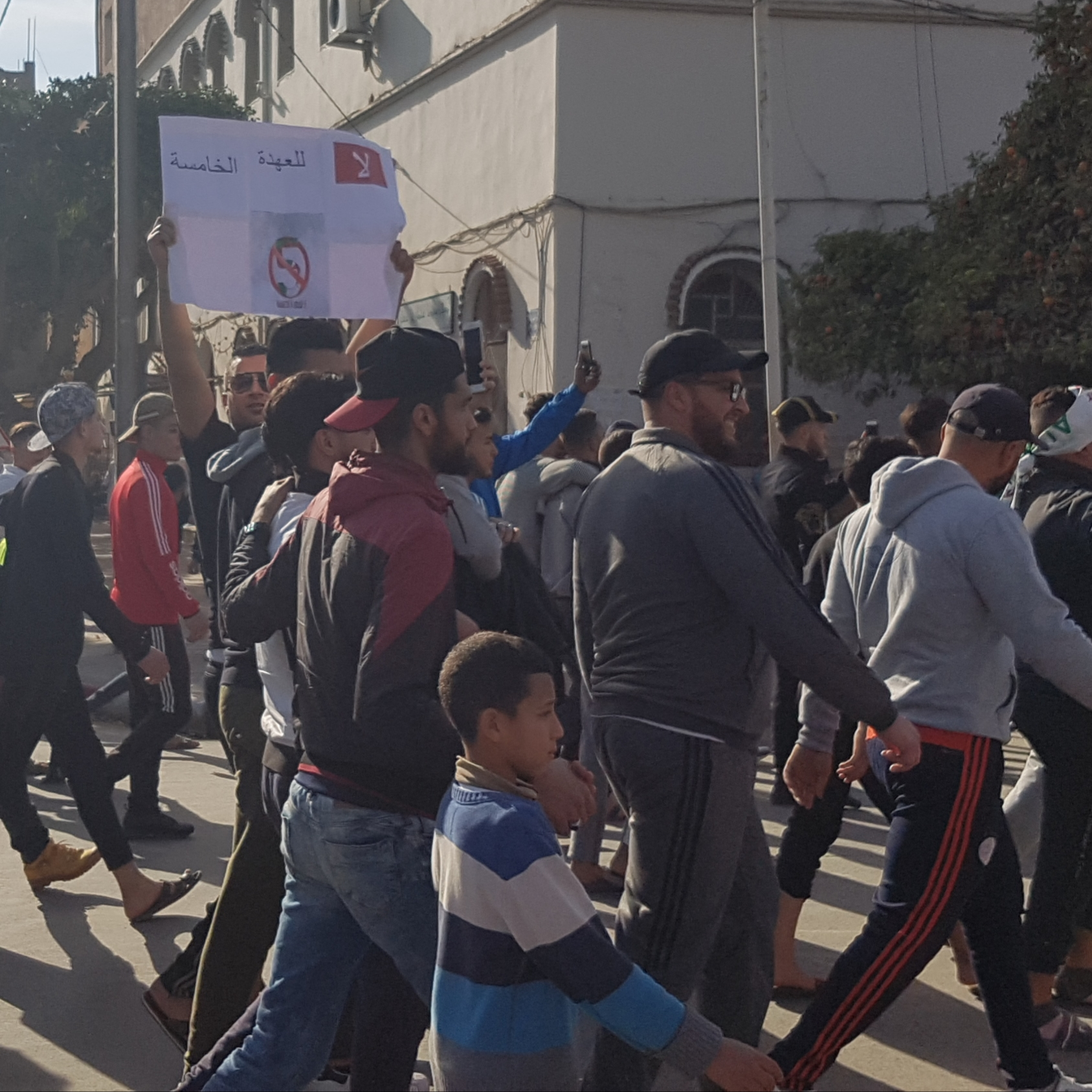
穆哈默德（英语：Mohammedia, Algiers）的抗议
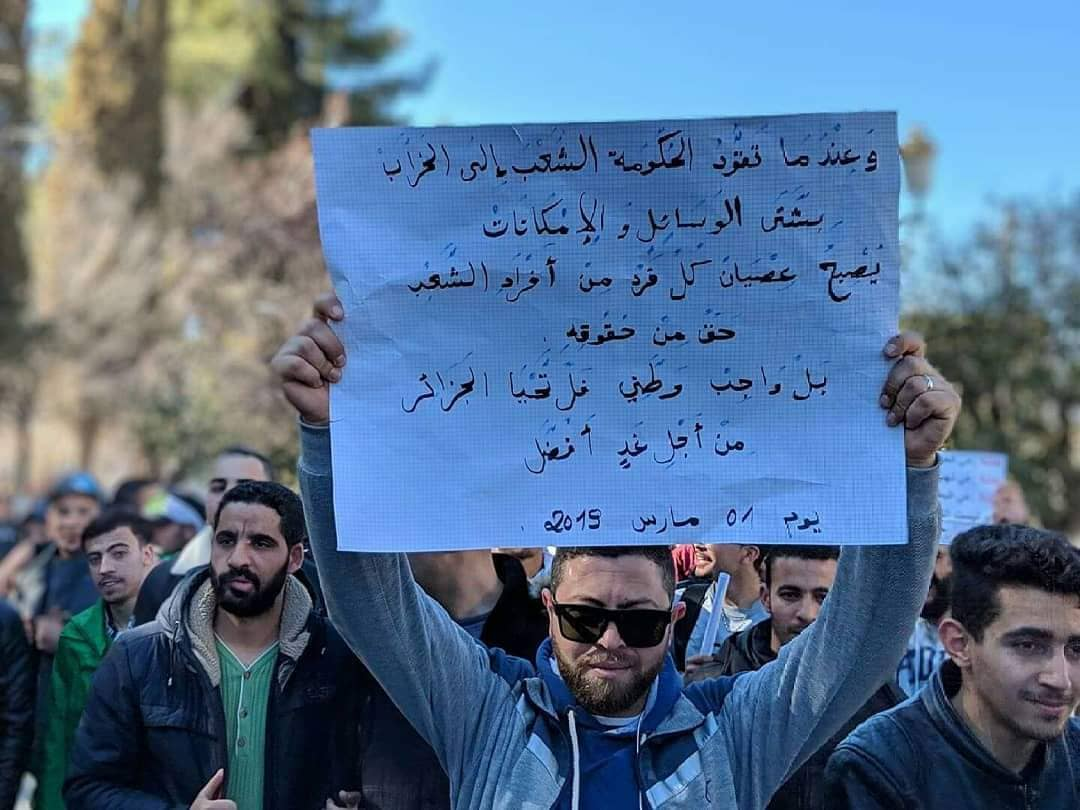
巴特纳的抗议

2019年3月1日约300万人参与示威，尽管官方没有给出数字。私人频道Dzaïr News报道指3月1日阿尔及尔有100万人示威，国营电视台也在当天首次公布了示威的画面。此轮示威有183人受伤，前临时政府总统本·优素福·本·赫达之子哈桑·本赫达因心脏病发去世。内政部长表示，总理努尔丁·贝多伊确认警方的行动针对暴徒而非示威者。
3月2日，布特弗利卡将他的竞选主任从自2004年起活跃于总统竞选的前总理阿卜杜勒-马利克·塞拉勒，换成鲜为人知的省长阿德尔加尼·扎拉尼。这举被认为是对抗议活动的回应，在塞拉勒威胁阿里·哈达德的谈话录音被曝光后作出。
3月3日是竞选提名递交的最终日期，有人提出建议推迟大选。3月3日，布特弗利卡竞选主任递交提名，尽管法律规定候选人必须亲自出席这一过程。另一份签名信息宣布如果要连任，就要召开全国大会通过改革法案和由公民投票批准的宪法，这样一来，布特弗利卡便不能参加他承诺会提前举行的下届总统选举。布特弗利卡于当天递交参选后，阿里·本·弗利斯和路易莎·汉努恩等反对派纷纷撤出。翌日，匿名人士号召民众罢工并在3月8日示威。
候选名单尚未正式确定，数千名示威者涌上街头。星期日晚上到星期一早上，数百名示威者举行和平示威，抗议布特弗利卡提名。翌日，学生罢课。
反对派在司法和发展前线总部会谈，呼吁参选人撤回提名。同日，当选的El Moustakbal党代表、前部长席德·艾哈迈德·费洛基辞职。阿米祖尔市长表示也表示不会支持第五任期。阿尔及利亚市长们的老前辈、戈恩泽特市长阿马尔·本纳都达也宣布辞职。
星期二，示威和学生罢课继续，阿尔及尔、君士坦丁、瓦赫兰、安纳巴、贝贾亚、提济乌祖、布维拉、卜利达、塞提夫和特莱姆森等地爆发示威。星期四，1000名律师在阿尔及尔示威。
拉扎利·拉布特撰写的“和平主义者和文明步行者的18诫”在3月8日的示威于社交媒体广泛传播。

### 第3周：3月8日-14日
为平息事态，高等教育和科学研究部长决定将大学春假开始的日期推迟两天到3月10日，并将春假延长两周以平息事态。3月10日，和布特弗利卡交情甚好的陆军参谋长艾哈迈德·盖德·萨拉赫军官学员发表讲话说“军队和人民对未来有着共同的看法”，这个演讲成为《新闻报》的头版新闻。当天，为期5天的总罢工启动。
布特弗利卡宣布不能竞逐新任期后，内政部长努尔丁·贝多伊接任艾哈迈德·乌叶海亚担任总理。总统大选无限期推迟，全国大学生连续第三次抗议，大喊“别耍花招，布特弗利卡”。星期三，教师抗议。星期四，律师和法官也加入多个城市街头示威的行列。3月14日，贾米拉·布希雷德鼓励年轻一代参与示威：“你们的长辈将阿尔及利亚从殖民统治中解放出来，你正在将自由及自独立以来被掠夺的骄傲回赠给阿尔及利亚人。”
3月15日的示威预计比上个星期五的规模要大。《卫报》报道有数千人在街头聚集。《十字架报》认为人数超过100万。示威者高举批评法国取消选举会带来“长度合理的过渡时期”言论的标语：“做决定的人在这里，不是法国”。其他标语写着“马克龙，管好你的黄背心”、“爱丽舍宫住手！现在是2019年，不是1830年”。

### 第4周：3月15日-21日
3月17日，新获提名总理公布组建由不结盟专家组成的政府，“反应阿尔及利亚社会的人口”。3月18日，学生再度走上街头，要求布特弗利卡于4月28日任期前下台。陆军参谋长认为军队需要解决危机。

### 第5周：3月22日-28日
3月26日，艾哈迈德·盖德·萨拉赫在瓦尔格拉发表讲话，阿尔及利亚电视台全程直播。萨拉赫在讲话中敦促宪法委员会宣布布特弗利卡不合适参选。如果布特弗利卡被撤职，现任的国家议会主席阿卜杜勒卡德尔·本·萨拉赫将代任总理职务90天，直到选举。
3月27日，艾哈迈德·乌叶海亚呼吁布特弗利卡辞职。同日工人党宣布他们的阿尔及利亚国民议会议员辞职。

### 第6周：3月29日-4月4日
3月29日，阿尔及利亚当局否认路透社称首都示威者过百万的报道，但未公布具体人数。
3月31日，布特弗利卡在他正式辞职的两天前提名新政府成员。
调查人员阻止数十位想离开国家的政治寡头。阿里·哈达德因发表对示威的意见从雇员联合会商业领袖论坛辞职后，在内部引发辞职浪潮，之后他在突尼西亚边境被捕的消息传开。
布特弗利卡发表声明，承诺任期结束时会退位，但对确切的日期含糊其辞。翌日，布特弗利卡2004年胜选后被指定取代穆罕默德·拉马里的陆军参谋长在私人和公司场合坚持布特弗利卡应立刻辞职。4月2日，布特弗利卡正式宣布辞职 。根据《阿尔及利亚宪法》第102条，阿卜杜勒卡德尔·本·萨拉赫担任临时代理总统，直到大选举行的90天后。依照法律，他不能参与选举。
詹姆斯·麦克杜格尔认为军方需要采用激进手段维持体制，而部分观察家和活动人士认为军方身为机构，如今想要远离政治，甚至可能支持抗议者“清理”腐败的诉求"。

### 第7周：4月5日-12日
4月5日，阿尔及尔街道再次陷入喧闹，数十万人走上街头，高举标语，进一步要求总理努尔丁·贝多伊、代总统阿卜杜勒-阿齐兹·布特弗利卡、宪法委员会主席塔耶布·贝莱玆和陆军参谋长辞职。
当局出动催泪弹和手炮，阻止高喊“和平”的学生穿过学院隧道。

### 第8周：4月12日-18日
星期五示威的规模与前几个星期相仿，但冲突更多，警方封锁了进城的道路。4月16日，宪法委员会主席塔耶布·贝莱玆表示已向委员会递交辞呈。

### 第9周：4月19日-25日
4月19日的示威规模较上周略微减少。
4月22日，Ennahar TV报道指五名亿万富翁在当天的示威中被逮捕，其中四位出身于与布特弗利卡关系密切的商人雷达·库尼尼夫家族，为兄弟关系，还有一位是塞维塔尔集团行政总裁伊萨德·雷布拉布。不过，塞维塔尔通讯部主任否认该报道。另有一名法官呼吁问责前首相和现任财政部长。

### 第10周：4月26日-5月2日
26日，阿尔及尔有数千名示威者集会，当局提前封锁了通往首都的各个入口。市中心出现“体制必须倒”、“我们受够你了”的标语。早前，阿尔及利亚最富裕的商人和另外三名亿万富翁因涉嫌腐败被扣查。

### 第11周：5月3日-9日
5月3日，数千名示威者集会。他们高举“你必须下台”、“你们这些窃贼毁掉了这个国家”的标语。示威者在阿尔及尔市中心集会时，高喊“和平”，要求大家保持冷静克制。国防部长艾哈迈德·盖德·萨拉呼吁对话，但公民社会团体年青人行动集会（Rally for Youth Action）的主席拒绝对话，认为萨拉是旧体制的象征。
5月4日，前总统的弟弟赛义德·布特弗利卡与前情报部门长官穆罕默德·麦地那上将、情报长官阿塔曼·塔塔格被捕。

### 2019年6月

柏柏尔旗帜。

2019年6月19日，塞拉将军重申示威期间不能出现除“国徽”外的其他旗帜，他所指的是经常出现的柏柏尔旗帜。

### 2019年7月

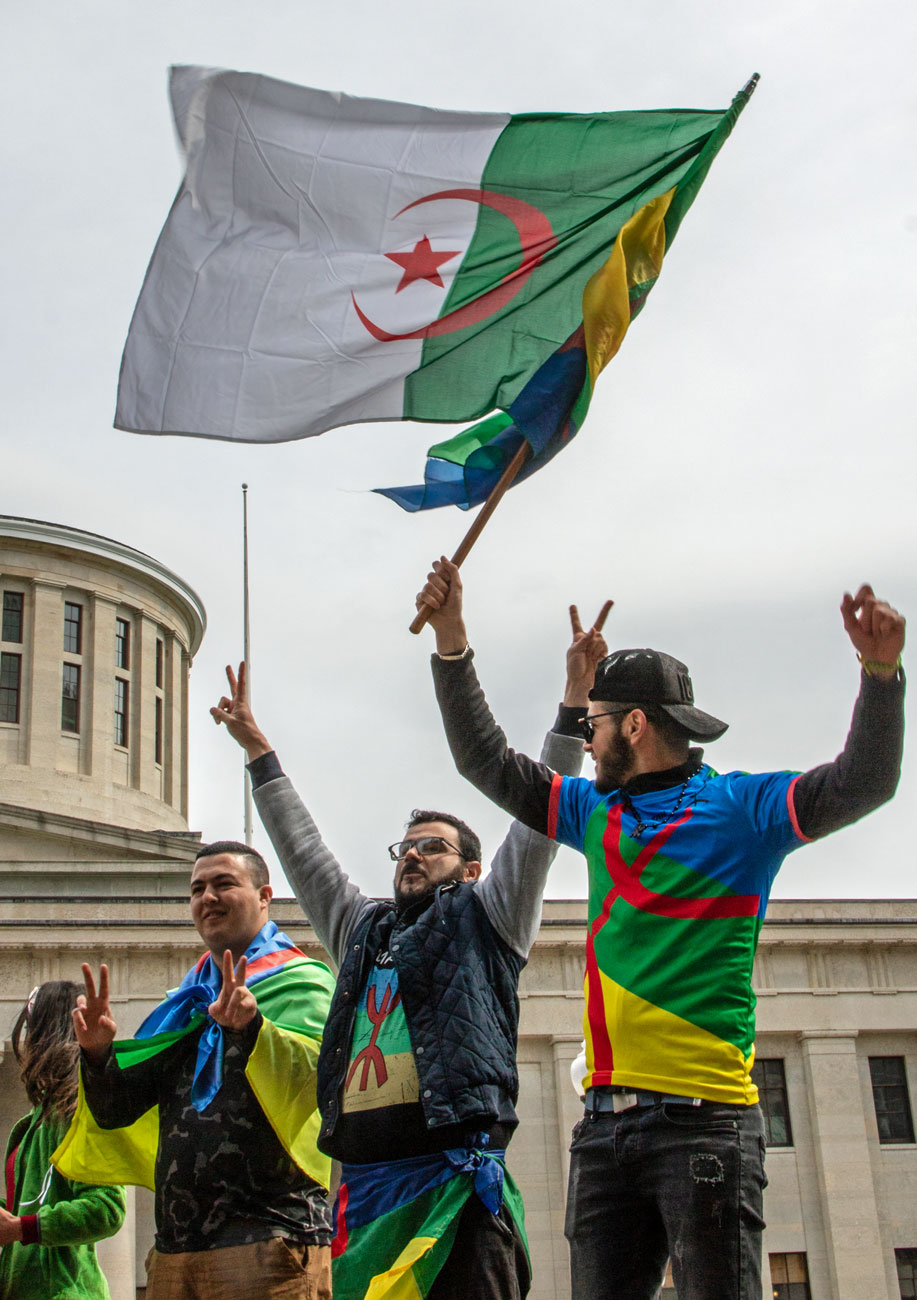
阿尔及利亚的侨民于2019年3月17日在美国俄亥俄州哥伦布的俄亥俄州議會大廈外集会。

7月17日，公民变革论坛主席阿伯德拉曼·阿尔（Abderrahmane Arrar）提议成立一个中立、没有政治野心的委员会，由前政治人物、律师和人权活动价出任成员，他们将负责对总统选举的组织和政治过渡进行决策，首要目标是就调解员名单大臣广泛共识。

### 2019年9月
9月15日，政府宣布12月12日举行总统选举。示威者仍在示威，呼吁艾哈迈德·盖德·萨拉赫和前布特弗利卡政府集团的其他成员辞职。当局封锁了通往首都阿尔及尔的道路，并逮捕了出名示威者，为下一个星期五做准备。抗议者要求从9月24日开始的每个星期二举行大罢工。
9月20日，抗议活动持续，贝贾亚和布维拉各有2000人集会，要求萨拉辞职，同时继续和平改革，扬言入狱比在2019年12月12日的总统大选中投票更好。当天警方逮捕了多名反对派人士，包括支持抵制12月12日大选的布米尔达斯律师阿卜杜勒克·梅拉（Abdelhak Mellah）以及其他5人。

### 2019年11月
11月1日，网民在社交媒体号召示威后，阿尔及尔的地铁站和火车关闭。警方设置路障，引起交通拥堵。当天的示威适逢阿尔及利亚战争爆发65周年，数千名示威者呼吁解散所有现有权利体制内的成员，并要求政治体制发生根本性变化。他们高举写着“黑帮选举”、“腐败统治集团举办选举是给傻瓜下的圈套”，抵制12月12日的选举。
11月15日，示威者继续集会抵制总统选举，呼吁释放被捕的抗议者。
11月17日，当天总统选举候选人正式开展竞选活动。抵制大选的示威者认为这是政治权力集团中同一群人的延续，他们在装着总统候选人竞选海报的面板中放了几袋垃圾袋。抗议者斯迈因认为垃圾象征着必须彻底抵制这场选举。

### 2019年12月
12月6日，阿尔及尔、君士坦丁、奥兰和卡比利有大批人集会，呼吁抵制定于下周举行的选举，并在12月8日开始大罢工。

## 媒体报道
到2019年3月1日，公营电视台、电台和报社完全忽视了示威的消息，和当局有联系的私营电视台则作出隐晦的报道。媒体遭到抵制，第三频道总编梅丽姆·阿卜杜（Meriem Abdou）于2月23日辞职抗议官方媒体漠视示威消息。部分记者遭到逮捕。一百名记者和无国界记者组织公开谴责当局审查媒体。国营电视台开始提到示威时，使用了尖锐的言辞，没有提到他们的动机。相反，私人平面媒体和新闻网站从一开始便做出大量报道。
尽管2011年视听媒体开放竞争，由于法律地位不稳固，境外频道会被随时切断。自2004年起，阿尔及利亚封杀境外媒体半岛电视台。
3月4日，担任阿尔及利亚运河晚间新闻主播长达15年的纳迪亚·马达西（Nadia Madassi）不满要求播送总统声明的要求辞职。
3月5日，《黎明日报》和比拉德电视因报道示威而被通讯部制裁，不得播出商业广告。

## 各方反应
3月5日，阿尔及利亚独立战争退伍军人组织发表新闻稿声援示威，感叹“权力机构中有影响力的政党与从公共资金中非法获利的无良商人之间的勾结”。
国际社会对示威的反应则比较谨慎，大部分国家仍保持沉默。欧盟委员会呼吁尊重言论集会自由等法治精神。美国国务院支持阿尔及利亚人民示威。
法国总统埃马纽埃尔·马克龙于3月12日在吉布提的演讲中欢迎布特弗利卡不再连任的决定，称赞当局经过“长度合理的过渡时期”，通过民众公投确认先发会议计划。
阿尔及利亚新上任的副总理拉姆丹·拉马姆拉出访莫斯科，会见了俄罗斯外长谢尔盖·维克托罗维奇·拉夫罗夫。拉夫罗夫在3月19日的联合新闻发布会上表示莫斯科不干涉阿尔及利亚内政，“由阿尔及利亚人民根据宪法和国际法决定自己的命运”。

## 关联条目
- 阿拉伯之春、第二次阿拉伯之春
  - 2019年埃及抗议（英语：2019 Egyptian protests）
  - 2019－2020年黎巴嫩抗议
  - 2018－2019年苏丹示威、2019年苏丹政变
- 2021年阿尔及利亚抗议